# Extraneus
Een extraneus (fonetisch: εkstranejəs, meervoud: extranei) is iemand die aan een universiteit of hogeschool examens kan afleggen maar geen hoorcolleges of vakoefening mag volgen of begeleiding ontvangt. Het collegegeld ligt daardoor bij veel instellingen lager dan voor een voltijd student, maar bij sommige instellingen vele malen hoger, zoals aan de Vrije Universiteit Amsterdam.
Een extraneus kan een verklaring verkrijgen waarop zijn presentie is aangetekend.